# Boa Ventura de São Roque
Pour les articles homonymes, voir Boa Ventura (homonymie).
Boa Ventura de São Roque est une municipalité brésilienne située dans l'État du Paraná.